# Turmoil (computerspel uit 2016)
Turmoil is een simulatiegame geproduceerd en uitgegeven door het Nederlandse gamebedrijf Gamious. De game is uitgebracht op 2 juni 2016 en was toen enkel op de pc te spelen. Het spel is in februari 2017 ook uitgekomen voor de iPad en op 21 maart 2018 is er een speciale DLC uitgekomen met de naam Turmoil - the heat is on.
De game kreeg op Metacritic grotendeels positieve recensies.

## Doel van het spel
De bedoeling van deze game is dat je een oliegigant wordt in het negentiende-eeuwse Wilde Westen. In de campagnemodus van dit spel kan de speler land kopen op een veiling en naar olie graven met behulp van wichelroedelopers en proefboringen. Het doel is zo veel mogelijk geld te verdienen in een jaar. De speler neemt het in ieder level op tegen drie rivaliserende AI's.
In Turmoil - the heat is on krijgen spelers ook toegang tot aardgas.